# Sylur
Sylur (ang. Silurian) – termin ma dwa znaczenia:
- w sensie geochronologicznym – trzeci okres ery paleozoicznej, trwający około 24 miliony lat (od 443,4 ± 1,5 do 419,2 ± 3,2 milionów lat temu). Sylur dzieli się na cztery epoki: landower, wenlok, ludlow i przydol.

- w sensie chronostratygraficznym – trzeci system eratemu paleozoicznego, wyższy od ordowiku, niższy od dewonu. Dzieli się na cztery oddziały: landower, wenlok, ludlow i przydol. Międzynarodowy stratotyp granicy ordowik/sylur znajduje się w Dob's Linn koło Moffat (południowa Szkocja). Dolna granica syluru wyznaczona jest na podstawie pierwszego pojawienia się graptolitów Parakidograptus acuminatus (Nicholson, 1867) i Akidograptus ascensus Davies, 1929.

System sylurski wydzielił Roderick Murchison w 1835 roku na podstawie badań osadów Anglii i Walii. Nazwa pochodzi od dawnego celtyckiego plemienia Sylurów zamieszkującego Anglię oraz Walię.

## Klimat
Na przełomie ordowiku i syluru na obszarze Gondwany doszło do zlodowacenia. Po stopnieniu lodów poziom wód wyraźnie się podniósł, później jednak znów opadł, być może wskutek ruchów płyt tektonicznych. Zmiany klimatu, poziomu wód i układu lądów doprowadziły do wymierania licznych gatunków.

## Geologia
Na początku syluru miały miejsce najintensywniejsze ruchy górotwórcze orogenezy kaledońskiej. Powstały: góry Norwegii, góry Szkocji oraz Appalachy.
Według teorii tektoniki płyt w sylurze hipotetyczny ocean Japet uległ wyraźnemu zmniejszeniu. Masywy lądowe Europy, Ameryki Północnej i Grenlandii zbliżyły się do siebie już w ordowiku, a w sylurze połączyły się w jeden ląd – Euroamerykę. Gondwana przemieszczała się na północ, a obszar dzisiejszej Afryki południowo-zachodniej znalazł się w okolicach bieguna południowego, co stało się przyczyną zlodowacenia na tym obszarze. Przemieszczeniom płyt tektonicznych towarzyszył wzmożony wulkanizm i ruchy górotwórcze.

## Flora
Wzmożony wulkanizm, brak gleby i silne wiatry sprawiały, że lądy nie były zbyt gościnnym środowiskiem. Rośliny naczyniowe, znane od późnego ordowiku, zaczęły z wolna zasiedlać bardziej przyjazne środowiska. Cieniutkie chwytniki zakotwiczały pierwsze z nich w cienkiej warstwie gleby. Później pojawiły się korzenie i cały "garnitur" urządzeń niezbędnych do przetrwania na lądzie: drewno, łyko, liście. Część roślin zaczęła wytwarzać osłonięte zarodniki zdolne przenosić się na duże odległości. Rośliny naczyniowe zaczęły oddalać się od swego pierwotnego środowiska – przybrzeżnych bagien – i posuwać w głąb lądu.

## Fauna
Graptolity i konodonty są w dalszym ciągu dobrze rozwijającymi się grupami o dużym znaczeniu biostratygraficznym. Bentos osiadły reprezentują gąbki, stromatoporoidy koralowce (szczególnie denkowce), liliowce i mszywioły, tworzące rafy sylurskie. Po dnie wędrowały trylobity i drapieżne staroraki, na które polowały łodziki – przodkowie współczesnych głowonogów, o prostych muszlach, gigantycznych rozmiarach (do 9 m) i twardych "dziobach", którymi mogły skruszyć pancerze trylobitów. Do planktonu należały, między innymi, tentakulity i małżoraczki także o dużym znaczeniu biostratygraficznym.
Kręgowce, obecne w morzach już od końca kambru, zaczęły przybierać kształt coraz bardziej przypominający ryby. Bezszczękowce były pewnie filtratorami. Pojawiły się pierwsze fałdopłetwe, drapieżne ryby o płetwach wzmocnionych potężnymi kolcami, o szczękach uzbrojonych w zęby i bardzo szerokich. Były też bezzębne fałdopłetwe; te żywiły się morskim planktonem lub detrytusem. Ciało fałdopłetwych pokryte było zachodzącymi na siebie dachówkowato łuskami. Pojawiły się pierwsze ryby słodkowodne i pierwsze skorpiony (Palaeophonus).

## Sylur na ziemiach Polski
- w Sudetach (Góry Kaczawskie, Pogórze Kaczawskie, Góry Bardzkie, być może Rudawy Janowickie i Lasocki Grzbiet) oraz w Górach Świętokrzyskich powstały w warunkach głębokomorskich ciemne osady ilaste ze skamieniałościami, przeobrażone później w czarne łupki graptolitowe oraz lidyty. W Górach Świętokrzyskich występują też, powstałe pod koniec syluru, szarogłazy związane ze stopniowym zasypywaniem zbiornika morskiego.
- w Sudetach (Góry Kaczawskie, Pogórze Kaczawskie, Rudawy Janowickie i Lasocki Grzbiet) oraz w Górach Świętokrzyskich doszło do znacznych podmorskich wylewów wulkanicznych, przeobrażonych później w zieleńce lub diabazy,
- silna denudacja powoduje odsłonięcie formacji skał kambryjskich,
- końcowa faza orogenezy kaledońskiej, która ostatecznie kończy się we wczesnym (najstarszym) dewonie.